# Partit Camperol (Polònia)
El Partit Camperol (polonès Stronnictwo Chłopskie) fou un partit polític polonès fundat el 1926 com a facció del Partit Popular Polonès-Wyzwolenie dirigida per Jan Dąbski W. Dobroch, A. Pluta i Andrzej Waleron. Va donar suport el cop d'estat de maig del mariscal Józef Piłsudski el 1926, però poc després es va passar a l'oposició, malgrat algunes escissions de polítics que n'eren a favor com la de Jan Stapiński. El 1928 es va unir a la coalició Centrolew de centreesquerra per a les Eleccions parlamentàries poloneses de 1930. El 1931 es va unir a Partit Popular Polonès-Wyzwolenie i al Partit Popular Polonès-Piast per a formar el Partit Popular.

## Resultats electorals
| Any  | Vots              | %                 | Escons   | +/- |
| ---- | ----------------- | ----------------- | -------- | --- |
| 1928 | 618,503           | 5.42              | 25 / 444 | Nou |
| 1930 | Dins de Centrolew | Dins de Centrolew | 18 / 444 | 8   |